# Halozetes marinus
Halozetes marinus is een mijtensoort uit de familie van de Ameronothridae. De wetenschappelijke naam van de soort is voor het eerst geldig gepubliceerd in 1907 door Lohmann.